# ウラワ・ロックンロール・センター
ウラワ・ロックンロール・センター（URC）は、1970年代から1980年代にかけて、埼玉県浦和市（現：さいたま市）で活動を行っていた音楽プロデュース集団。
※同じく「URC」と略されることがある「アングラ・レコード・クラブ」とは無関係。

## 概要
1960年代末から埼玉県内でレコード・コンサートを開催していた大学生4名が中心となり1970年10月に結成された。略称はURC。
浦和市（当時）は、東京までのアクセスがよく、若者は音楽イベントや政治イベントに参加するために東京（例えば日比谷）に出かけていた。しかし、日常生活を送る浦和から、わざわざ東京にいかなければいけないことへの異議として、浦和を拠点としたロック・フェイスティバル開催を目論むようになった。
1987年に事務所を閉めるまで、浦和を拠点として、営利目的ではないかたちでロック・フェスティバルなどのイベントを企画・開催した。イベントには、四人囃子、安全バンド、頭脳警察、だててんりゅう、タージ・マハル旅行団、オノ・ヨーコ＆プラスティック・オノ・バンドなど、さまざまなグループが出演したことがある。
企画した代表的なイベントは1973年から浦和さくら草公園で開催された「田島ヶ原野外コンサート」で、入場料を自分で決めて払うというシステムを導入していた。

## 略歴
1969年9月、埼玉ベ平連でも活動していた大学生が、ローリング・ストーンズにちなんだ「黒くぬれ!」と題したレコード・コンサートを開催。ロック・ミュージックの意義を伝えるためには文字メディアだけでは限界があり、レコード・コンサートという形式を用いた。「浦和において（恐らく埼玉県全体においても）初めて自覚的なロック・イベントが開かれた日であった」という。その後もレコード・コンサートを複数開催する。
1970年10月、「ジミ・ヘンの魔法のランプ」と題したジミ・ヘンドリックス追悼レコード・コンサートを開催。70名ほどが参加した。このイベントを機に、大学生4名によってウラワ・ロックンロール・センターが結成される。12月、浦和の寺院・玉蔵院の境内で「玉蔵院ロック・フェスティヴァル」を開催。URCが初めて開催したライブ・イベント。ブルース・クリエイションや、ザ・サンニン（四人囃子の前身バンド）などが出演した。
1973年9月、「田島ヶ原野外コンサート」を開催。URC最大のイベントとして、1978年まで開催。1983年、「田島ヶ原野外コンサート」の再開を企画するも、台風により中止。
1985年、「田島ヶ原野外コンサート」再開。
1986年、「田島ヶ原野外コンサート」再開第2回目を開催。P-MODELや町田町蔵が出演。
1987年、事務所を閉鎖。
2018年、URCのイベントでの録音をまとめた22枚組CDボックス・セット『ウラワ・ロックンロール・センターの軌跡』（FJSP337/357）発売。